# Kuifalk
De kuifalk (Aethia cristatella) is een vogel uit de familie van alken (Alcidae).

## Kenmerken
Deze vogel is iets groter dan de kleine alk en is herkenbaar aan de zwarte, naar voren gerichte kuif en de witte sierveren achter de ogen.

## Verspreiding en leefgebied
Deze soort komt voor in westelijk Alaska en oostelijk Siberië en overwintert in het zuiden van Japan.

## Status
De grootte van de populatie is in 1996 geschat op 5,5 miljoen volwassen vogels. Op de Rode lijst van de IUCN heeft deze soort de status niet bedreigd.